# Fenazon
Fenazon, antypiryna (łac. Phenazonum) – organiczny związek chemiczny z grupy pirazolonów, stosowany jako syntetyczny środek o działaniu przeciwbólowym, przeciwgorączkowym, przeciwzapalnym. Do lecznictwa został wprowadzony przez niemieckiego farmakologa Wilhelma Filehnego. Znakowany jodem 131 był używany w medycynie nuklearnej do oznaczania przestrzeni wody ustrojowej.
Po raz pierwszy otrzymany przez Ludwiga Knorra w 1883 roku poprzez kondensację fenylohydrazyny z estrem acetylooctowym i poddanie produktu działaniu jodku metylu. Knorr nie wiedział jednak, jaki związek zsyntetyzował, a przeciwgorączkowe właściwości nowej substancji skłoniły go do przypuszczeń, że wyprodukował nową pochodną chinoliny. Dopiero w dalszych badaniach udało się ustalić prawdziwy przebieg syntezy i produkt końcowy. W ten sposób otrzymano jeden z pierwszych syntetycznych leków przeciwgorączkowych, pochodnych pirazolonu.
Fenazon jest najbardziej toksycznym lekiem z grupy pirazolonów. Dawniej bardzo popularny w polskim lecznictwie. Wchodził w skład wielu złożonych preparatów przeciwbólowych i przeciwgorączkowych (obecnie niedostępnych), m.in. Lumidrinalu tabl. (fenazon 0,3 g; kofeina czysta 0,05 g; kwas fenyloetylobarbiturowy 0,015 g; chlorowodorek efedryny 0,02 g). Używany jeszcze niekiedy w recepturze aptecznej jako surowiec farmaceutyczny. Zastosowany miejscowo wykazuje działanie przeciwzapalne, przeciwbólowe i znieczulające.